# Velika loža "Jugoslavija"
Velika loža Srba, Hrvata i Slovenaca "Jugoslavija" (srps. Велика ложа Срба, Хрвата и Словенаца "Југославија"; slove. Velika loža Srbov, Hrvatov in Slovencev "Jugoslavija"), kasnije Velika loža "Jugoslavija", je bila regularna slobodnozidarska velika loža koja je djelovala u Kraljevini Srba, Hrvata i Slovenaca (od 1929. godine Kraljevina Jugoslavija).

## Povijest

### Osnivanje loža
Godine 1883. u Beogradu je osnovana Loža "Sloga, rad i postojanstvo" pod zaštitom Velikog orijenta Italije. Nekoliko godina kasnije, 1891., osnovana je u Beogradu i Loža "Pobratim" (Pobratim páholy) br. 50 pod zaštitom Velike simboličke lože Ugarske. Godine 1910. u Beogradu je osnovana i Loža "Šumadija" pod zaštitom Velike lože Hamburga. Ove će lože slobodnih zidara 1912. godine formirati Vrhovni savjet Škotskog reda Srbije.
Pod zaštitom Velike simboličke lože Ugarske osnovane su i Loža "Aurora" u Vršcu (1905.), Loža "Budućnost" u Somboru (1908.) te Loža "Stvaranje" u Subotici (1910.).
Također, pod zaštitom Velike simboličke lože Ugarske utemeljene je Loža "Budnost" u Osijeku 1912. godine, a početkom 1913. i Loža "Maksimilijan Vrhovac" u Zagrebu. Ove dvije spomenute lože, skupa s još jednom zagrebačkom ložom, utemeljit će 1918. godine Veliku ložu "Ljubav bližnjega". Ubrzo nakon osnivanja, ova velika loža je utemeljila Ložu "Ivan grof Drašković". Veliki orijent Francuske je 1910. godine u Skoplju osnovao Ložu "Kosovo".

### Formiranje Velike lože
U Zagrebu je 6. veljače 1919. godine održan sastanak svih starješina loža pod okriljem Velike lože "Ljubav bližnjega" i glavnog tajnika Vrhovnog savjeta Škotskog obreda Srbije s ciljem ujedinjenja Velike lože "Ljubav bližnjega" s ložama iz Srbije, koje djeluju pod zaštitom Vrhovnog savjeta Srbije, u jedinstvenu vrhovnu veliku ložu na području Kraljevine Srba, Hrvata i Slovenaca. Zaključak ovog sastanka je da će se Velika loža "Ljubav bližnjega", sa svojim podređenim ložama "Maksimilijan Vrhovac" i "Grof Ivan Drašković" u Zagrebu te "Budnost" u Osijeku, kao i sve lože u Srbiji, "Pobratim" , "Šumadija" i "Sloga, rad i postojanstvo" u Beogradu spojiti novu veliku ložu. Prva skupština, koja će se sazvati radi donošenja nove Konstitucije za novu veliku ložu, sastat će se u Zagrebu. 
Nešto prije toga održana je u Beogradu sjednica Vrhovnog savjeta Srbije na kojoj je donešena odluja da se u Kraljevina SHS osnuje velika loža za simbolične stupnjeve plave lože kao i da se odluka provodi u sporazumu s ložama u Zagrebu i Osijeku.
Dana 8. lipnja 1919. godine Velika loža "Ljubav bližnjega"  održalo je u Zagrebu sjednicu s predstavnicima Vrhovnog savjeta Srbije na kojoj su dogovoreni detalji oko konačnog osnivanja Velike lože Kraljevine Srba, Hrvata i Slovenaca. Sutradan, 9. lipnja, održana je Skupština svih srpskih, hrvatskih i slovenskih loža. Na tom sastanku  zaključeno je da se na području Kraljevine osnuje Velika loža Srba, Hrvata i Slovenaca "Jugoslavija" sa sjedištem u Beogradu, koja bi pod svojim zaštitom imala šest slobodnozidarskih loža i to: Ložu "Maksimilijan Vrhovac" u Zagrebu, "Budnost" u Osijeku, "Ivan grof Drašković"  u Zagrebu te lože "Sloga, rad i postojanstvo", "Pobratim" i "Šumadija", sve u Beogradu. U daljnjem radu Skupštine izabran je veliki majstor. Na prijedlog Adolfa Mihalića, Đorđe Weifert je aklamacijom izabran za velikog majstor nove velike lože. Pod zaštitom ove velike lože u vrijeme osnutka bilo je oko 300 članova u navedenih šest loža.
Osim toga, Vrhovni savjet Škotskog reda Srbije preraslo je u Vrhovni savjet starog i prihvaćenog škotskog reda Srba, Hrvata i Slovenaca. Velika loža "Jugoslavija" i Vrhovno vijeće Srba, Hrvata i Slovenaca ubrzo su stupili u veze s više od 80 velikih loža, vrhovnih vijeća i orijenata diljem svijeta.

### Djelovanje
Početkom 1920-ih osnovane su tri lože pod zaštitom Velike lože "Jugoslavija", Loža "Istina" u Beogradu (1920.), Loža "Pravednost" u Zagrebu (1921.) te Loža "Ivanjski krijes" u Karlovcu (1922.).
Velika loža "Jugoslavija" je 27. listopada 1923. godine unijela svjetlo u Nacionalnu veliku ložu Čehoslovačke.
U Dubrovniku je utemeljena Loža "Sloboda" 1925. godine. Imala je više od trideset članova. U Kotoru je utemeljena Loža "Zora" 1926. godine.
Velika loža "Jugoslavija" je od 11. do 16. rujna 1926. godine u Beogradu bila domaćin kongresa slobodnih zidara koji je održan pod sloganom U znak mira pod pokroviteljstvom Međunarodne masonske asocijacije. Kongresu je nazočilo 56 predstavnika iz dvadeset velikih iz petnaest europskih država kao i predstavnici dvaju prekomorskih velikih loža, i to delegati i predstavnici Velikog orijenta Francuske i Velike lože Francuske, Velike lože Švicarske, Velikog orijenta Španjolske, Velikog orijenta Grčke, Velike lože Mađarske, Velikog orijenta Turske, Velike lože Bugarske, Velike lože Beča, Velike lože Poljske, Velike lože Rumunjske kao i velikih loža Čilea, Meksika, Njemačke, Čehoslovačke i Portugala.
Sredinom 1920-ih, osnovane su tri lože u Beogradu, "Preporod" (1925.), "Dositej Obradović" (1925.), "Maksim Kovalevski" (1926.), kao i Loža "Mitropolit Stratimirović" u Novom Sadu (1924.). 
Prva loža u Sarajevu, Loža "Sima Milutinović Sarajlija" osnovana je 1925. godine. Druga loža pod zaštitom Velike lože "Jugoslavija" u Subotici, Loža "Stella Polaris" osnovana je 1928. godine.
U 1929. godini osnovane su tri lože u Zagrebu, "Neptun", "Perun" i "Ruđer Bošković", kao i Loža "Pravda" u Splitu.
Ujedinjena velika loža Engleske (UGLE) je 1930. godine priznala Veliku loža "Jugoslavija" kao regularnu veliku ložu.
U 1931. godini osnovane su dvije lože, "Valentin Vodnik" u Ljubljani te "Vojvodina" u Petrovgradu (današnji Zrenjanin).
U razdoblju prije Drugog svjetskog rata, knez Pavle Karađorđević, kao slobodni zidar, bliski rođak i predstavnik Velike lože "Jugoslavija", prisustvovao je postavljanju princa Georga, vojvode od Kenta, u srpnju 1939. godine za velikog majstora Ujedinjene velike lože Engleske. Već u tom razdoblju započelo je preseljenje dijela slobodnozidarske arhive iz Beograda u London, zbog sve nepovoljnijeg razvoja situacije u Europi kao i u Jugoslaviji. Tih godina osnovane su još tri lože: "Banat" u Pančevu (1937.), "Bratstvo" u Zagrebu (1939.) te "Čovječnost" u Beogradu (1940.)

### Gašenje Velike lože
Kako se bližio Drugi svjetski rat, slobodni zidari su djelovali u sve nepovoljnijim okolnostima. U godinama neposredno prije rata, jačanjem fašizma u nekim dijelovima Europe, posebice u Njemačkom Reichu, Austriji, Italiji i Španjolskoj, javlja se jaka odbojnost prema slobodnozidarskom pokretu. Sama činjenica da je ovaj pokret bio zabranjen u Njemačkoj i Italiji i da su fašisti progonili ne samo slobodne zidare nego i članove drugih društvenih klubova i diskretnih bratstava izazivala je strah i oprez. Osim toga, negativan odnos Katoličke crkve prema slobodnim zidarima utjecao je i na članstvo u zapadnim dijelovima Kraljevine Jugoslavije.
Članci u jugoslavenskom tisku slobodne zidare označavaju kao protunarodne i destruktivne elemente, a ministar Anton Korošec karakterizira: komuniste, Židove i slobodne zidare kao subverzivne, plaćeničke i izdajničke elemente. Nekoliko tjedana kasnije zagrebački nadbiskup Alojzije Stepinac je tijekom propovijedi u Mariji Bistrici, 6. srpnja 1940. godine, optužio slobodne zidare, rotarijance i komuniste za trovanje hrvatskog naroda. Tijekom srpnja i kolovoza iste godine režimski list Vreme objavio je nekoliko antimasonskih članaka, a pridružili su im se Hrvatska straža i Zagrebački list. Sve je to utjecalo na to da je djelovanje slobodnih zidara u Jugoslaviji počelo polako zamirati, a broj članova smanjivati. Kako se rat bližio, preko tiska, izjava političara i stajališta profašističkih organizacija, rastao je i pritisak na članove loža.
Kako bi spriječila zabranu rada, Velika loža "Jugoslavija" je 2. kolovoza 1940. godine prekida rad svih loža koje djeluju pod njezinom zaštitom te likvidirala svoju i sve svoje lože na cijelom području Kraljevine Jugoslavije. Time prestaje sav rad slobodnih zidara u Kraljevini. Ova odluka o prekidu rada Velike lože donesena je neposredno nakon objave Ministarstva unutarnjih poslova da će se primjenjivati Naredba o zabrani zborova i skupova od 17. svibnja 1940. godine najstrožije prema ložama slobodnih zidara.

## Ustroj
Sjedište Velike lože "Jugoslavija" bilo je u Beogradu.

### Lože
U Velikoj loži "Jugoslavija" radilo je 30 simboličkih loža. U Beogradu ih je radilo osam, u Zagrebu sedam te u Subotici dvije. Po jedna loža radila je u Dubrovniku, Karlovcu, Kotoru, Ljubljani, Novom Sadu, Osijeku, Pančevu, Petrovgradu (današnji Zrenjanin), Sarajevu, Skoplju, Somboru, Splitu i Vršcu.
- Loža "Sloga, rad i postojanstvo", Beograd
- Loža "Pobratim", Beograd
- Loža "Šumadija", Beograd – nosila naziv po Šumadiji, zemljopisnom području u središnjoj Srbiji.
- Loža "Budnost", Osijek – nosila naziv po osječkoj loži utemeljenoj 1773. godine.
- Loža "Maksimilijan Vrhovac", Zagreb – nosila naziv po zagrebačkom biskupu i slobodnom zidaru Maksimilijanu Vrhovcu.
- Loža "Ivan grof Drašković", Zagreb – nosila naziv po grofu Ivanu VIII. Draškoviću, utemeljištelju i prvom velikom majstoru Velike pokrajinske lože Hrvatske.
- Loža "Budućnost", Sombor
- Loža "Aurora", Vršac – nosila naziv po Aurori, rimskoj božici zore.
- Loža "Kosovo", Skoplje – nosila naziv po Kosovu, zemljopisnom i političkom području.
- Loža "Stvaranje", Subotica
- Loža "Istina", Beograd
- Loža "Pravednost", Zagreb
- Loža "Ivanjski krijes", Karlovac – nosila naziv po Ivanjskim krijesovima, običaju paljenja vatre uoči svetkovine rođenja sv. Ivana Krstitelja, to jest 23. lipnja uvečer.
- Loža "Sloboda", Dubrovnik
- Loža "Mitropolit Stratimirović", Novi Sad – nosila naziv po karlovačkom metropolitu i slobodnom zidaru Stefanu Stratimiroviću.
- Loža "Preporođaj", Beograd
- Loža "Dositej Obradović", Beograd – nosila naziv po pučkom prosvjetitelju i slobodnom zidaru Dositeju Obradoviću.
- Loža "Sima Milutinović Sarajlija", Sarajevo – nosila naziv po pjesniku i Njegoševom učitelju Simi Milutinoviću Sarajliji, prvom poznatom slobodnom zidaru iz Sarajeva.[8]
- Loža "Maksim Kovalevsky", Beograd – nosila naziv po ruskom pravniku i glavnom sociološkom autoritetu u Ruskom Carstvu Maksimu Maksimoviču Kovalevskom.
- Loža "Zora", Kotor
- Loža "Stella Polaris", Subotica
- Loža "Pravda", Split
- Loža "Neptun", Zagreb – nosila naziv po Neptunu, rimskom bogu mora i potresa.
- Loža "Perun", Zagreb – nosila naziv po Perunu, bogu groma i munje te vrhovnom božanstvu u slavenskoj mitologiji.
- Loža "Ruđer Bošković", Zagreb – nosila naziv po matematičaru i filozofu Ruđeru Boškoviću.
- Loža "Valentin Vodnik", Ljubljana – nosila naziv po pjesniku i svećeniku Valentinu Vodniku.
- Loža "Vojvodina", Petrovgrad – nosila naziv po Vojvodini, zemljopisnom i političkom području južne Ugarske.
- Loža "Banat", Pančevo – nosila naziv po Banatu, zemljopisnom i povijesnom području koje se proteže između srednje i istočne Europe.
- Loža "Bratstvo", Zagreb
- Loža "Čovječnost", Beograd

### Popis velikih majstora
Veliki majstori Velike lože "Jugoslavija" bili su:
1. Đorđe Weifert (1919. – 1933.)
2. Dušan Miličević (1933. – 1939.)
3. Andrija Dinić (1939. – 1940.)

### Međunarodna suradnja
Velike lože "Jugoslavija" je bila članica Međunarodne masonske asocijacije (AMI) od 1926. godine. Također, ova velika loža imala je potpisane povelje o prijateljstvu i međusobnom priznavanju s preko 50 drugih velikih loža.

### Obredi
Primarni obred Velike lože "Jugoslavija" je Ivanjski obred, preuzet od Velike simboličke lože Ugarske. Velika loža "Jugoslavija" upravljala je simboličkim stupnjevima plave lože (učenik, pomoćnik i majstor) te je delegirala upravljanje visokim stupnjevima.

## Pridružena tijela i redovi
Velika loža upravlja simboličkim stupnjevima dok je upravljanje visokim stupnjevima bilo delegirano na Vrhovni savjet starog i prihvaćenog škotskog reda Srba, Hrvata i Slovenaca "Jugoslavija" koji je bio nadležan za Škotski obred.
Veliki zapovjednici Vrhovnog savjeta bili su:
1. Đorđe Weifert (1919. – 1937.); prethodno  je bio veliki zapovjednik Vrhovnog savjeta Srbije, od 1912. do 1919. godine.
2. Dušan Miličević (1937. – 1939.)
3. Ljubomir Tomašić (1939. – 1940.)

## Spomen i baština
Regularne velike lože koje danas rade na području djelovanja Velike lože "Jugoslavija":
- Regularna velika loža Srbije (1993.; Regularna velika loža Jugoslavije do 2007.), osnovana od strane Ujedinjenih velikih loža Njemačke.
- Velika loža Hrvatske (1997.), osnovana od strane Velike lože Austrije
- Velika loža Slovenije (1999.), osnovana od strane Velike lože Austrije.
- Velika loža Bosne i Hercegovine (2005.), osnovana od strane Velike lože Austrije.
- Velika loža Makedonije (2005.), osnovana od strane Ujedinjene velike lože Engleske.
- Velika loža Crne Gore (2006.), osnovana od strane Ujedinjenih velikih loža Njemačke i Regularne velike lože Jugoslavije.

Veliku ložu "Jugoslavija" baštini i Velika nacionalna loža Srbije (osnovana kao Velika nacionalna loža Jugoslavije), koja je, kao i Regularna velika loža Jugoslavije, proizašla iz Velike lože Jugoslavije.